# Tokiói Közigazgatási Torony
A Tokiói Közigazgatási Torony (東京都庁舎 [Tōkyō-to Chōsha]) egy 242,9 méter magas torony Tokió Shinjuku nevű kerületében. Ez az épület szabályozza nemcsak a 23 kerületből álló központ, hanem a Tokió egészét alkotó városok és falvak közigazgatását. A torony nem egy épület, hanem három részre osztható: A legmagasabb és legkiemelkedőbb a 48 emeletből álló főépület. A torony két részre szakad a 33. szinten. 3 szint a föld alatt van. Az épület alakja egy mikrochipre emlékeztet, ezzel hódolva az iparágnak, amely Japánt világgazdasági hatalommá tette.
A másik két épület a 8 emeletből álló „Tokyo Metropolitan Assembly Building” (egy emelet a föld alatt van) és a 37 szinttel rendelkező (három a föld alatt) „Tokyo Metropolitan Main Building”.
A toronyban a 45. emeleten található a kilátó, amely ingyenes és tartalmaz ajándéküzleteket, kávézókat.

## Története
A tornyot 1988-ban kezdték el építeni és 1991-re épült fel. Az építési költségek 1 milliárd dollár nagyságrendűek voltak. Az épület tartotta a „Tokió legmagasabb épülete” címet 2006-ig. Bár nem szerzett akkora hírnevet, mint a Tokió Torony vagy a Tokio Sky Tree, ám gyakran használták sci-fi filmekben futurisztikus jelenetekhez.